# John William Bews
John William Bews (16 de diciembre de 1884-10 de noviembre de 1938) fue un botánico sudafricano, nacido en Escocia.

## Biografía
Bews era aborigen de Kirkwall, islas Orcadas, Escocia; donde sus padres eran granjeros. Hizo su educación en Kirkwall; y, luego estudió matemática, filosofía natural, química, geología, latín, inglés y lógica en la Universidad de Edimburgo. Y, en 1907, se graduó en botánica, química y geología.

### Obra botánica
En 1909 Bews fue nombrado profesor de botánica y geología en la recién establecida Colegio Universitario de Natal, en Pietermaritzburg, Sudáfrica. Con la intención original de estudiar fisiología vegetal, los desafíos de un laboratorio nuevo y sin recursos y la vegetación nueva (para él) de Midlands de Natal significó que cambió la dirección de su estudio hacia el trabajo de campo.

## Filosofía
Bews fue un protegido del General Jan Smuts y fue influenciado por sus ideas sobre el holismo. 

"La botánica, el patriotismo y la política de unidad nacional estaban ligados ... Bews hizo estos vínculos explícitos, y recomendó que los ecólogos usen el lenguaje de la sociología para describir las relaciones en el mundo vegetal".

## Obra
- Plant Forms and Their Evolution in South Africa. Longman, Green. 1925.

- The Grasses and Grasslands of South Africa. P. David & Sons. 1918.

- Researches on the Vegetation of Natal. Government Printer. 1923.

- The Plant Ecology of the Drakensberg Range. 1917.

## Honores

### Eponimia
Se nombró al Herbario Bews, del campus Pietermaritzburg, de la Universidad de Natal en su honor.
Género
de Poaceae Bewsia Goossens
- La abreviatura «Bews» se emplea para indicar a John William Bews como autoridad en la descripción y clasificación científica de los vegetales.[8]

## Otras lecturas
- MacKenzie, John M.; Dalziel, Nigel R. (2012). The Scots in South Africa. Oxford University Press. ISBN 978-0-7190-8783-7.
- Linstrum, Erik (2016). Ruling Minds: Psychology in the British Empire. Harvard University Press. ISBN 978-0-674-91530-5.